# Административное деление Тамбова

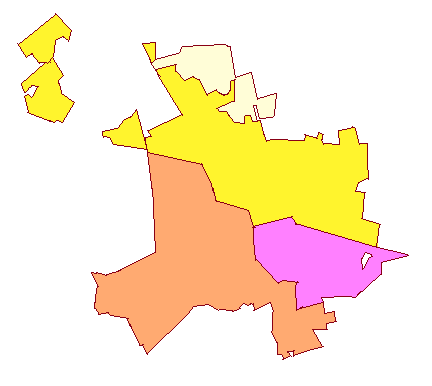
Внутригородские районы Тамбова
Ленинский
Октябрьский
Советский

Город Тамбов разделён на 3 внутригородских района. Районы в городе не являются муниципальными образованиями.
В рамках административно-территориального устройства области Тамбов является городом областного значения с подчиненной ему территорией; в рамках организации местного самоуправления вместе с 7 сельскими населёнными пунктами составляет муниципальное образование город Тамбов со статусом городского округа.

## Внутригородские районы
| Название    | Население, чел. (2021 г.) | Код ОКАТО  |
| ----------- | ------------------------- | ---------- |
| Ленинский   | ↘30 117                   | 68 401 364 |
| Октябрьский | ↘159 582                  | 68 401 368 |
| Советский   | ↘72 104                   | 68 401 373 |

## Микрорайоны
Город также включает микрорайоны (советы территорий): Московский, Поликлиника имени Коваля, Аппарат, Парк Победы, Западный, Телецентр, Комсомольская площадь, Автовокзал Северный, Полынковский, Центральный, Вознесенский, Старинный, Покровский, Железнодорожный, Белый Бак, Лётный городок, Южный, Пехотка, Лада.

## История
На основании решения ВЦИК от 9 февраля 1938 года и пленума Тамбовского горсовета от 27 февраля 1938 года в Тамбове были образованы 3 района: Ленинский, Промышленный и Центральный. 16 апреля 1940 года Промышленный район Тамбова преобразован в самостоятельный город Котовск. Указом Президиума Верховного Совета РСФСР от 19 февраля 1953 года из частей Центрального и Ленинского районов Тамбова был образован новый район — Промышленный. В 1959 году Центральный район Тамбова был упразднён. В 1963 году создан Советский район Тамбова. Позже был образован Октябрьский район.